# Eburodacrys crassipes
Eburodacrys crassipes là một loài bọ cánh cứng trong họ Cerambycidae.